# Pedro Peralta (artista)
Pedro Peralta Duarte  (Salto, 9 de mayo de 1961) es un dibujante, grabador y pintor Uruguayo. También es conocido por su seudónimo, «Pichín».

## Biografía
Nació en la ciudad de Salto, donde residían sus padres. Su madre fue la artista plástica Lacy Duarte y su padre el pintor Aldo Peralta. Realizó estudios con Osvaldo Paz, Vicente Martín y Clever Lara y grabado con David Finkbeiner. En el taller de Clever Lara estuvo desde 1980 a 1984 como estudiante y desde ese año ejerció la docencia en el taller del Maestro para luego abrir su propio taller de enseñanza.

## Exposiciones
- 1992, Galería Skanes Konst (Malmo, Suecia). Galería Kruunuhaan (Helsinki, Finlandia).
- 1996, Barroco Terraja, Cabildo de Montevideo.
- 1997, Trench Gallery (La Barra, Uruguay).
- 1998, Trench Gallery (La Barra, Uruguay).
- 1999, 2x2 Centro Cultura, Recoleta (Buenos Aires, Argentina).
- 2000, Trench Gallery (La Barra, Uruguay y Buenos Aires, Argentina).
- 2007, Museo de las Américas (Puerto Rico).[3]
- 2008, Museo Zorrilla, Montevideo.
- 2014, Museo Nacional de Artes Visuales
- 2016, Sala Santos, Ministerio de Relaciones Exteriores, Montevideo.
- 2016, Universidad Católica de Valencia, España.

## Premios
- Premio Tercera Muestra Nacional de Plásticos Jóvenes, Mención de Honor, 1987.
- Premio de Grabado Salón de Artes Plásticas del Banco República del Uruguay, 1988.
- Premio 50 años del Estado de Israel, 1988.
- Una de sus obras pasa a integrar la colección del Museo de Arte de Rio Grande do Sul (Porto Alegre), 1990.
- Premio Bienal Peñarolenses en el Arte, 1999.
- Premio Grabado Something Special, 2001.
- Premio Morosoli a la Trayectoria, Medalla de Plata en Grabado, 2004.
- Mención Honorífica Premio Internacional Atlante de Grabado, España, 2009.
- Primer Premio Concurso de Pintura ISUSA, 2011.
- Premio Intendencia de San José, ISUSA, 2013.[1]